# Versus de Scachis

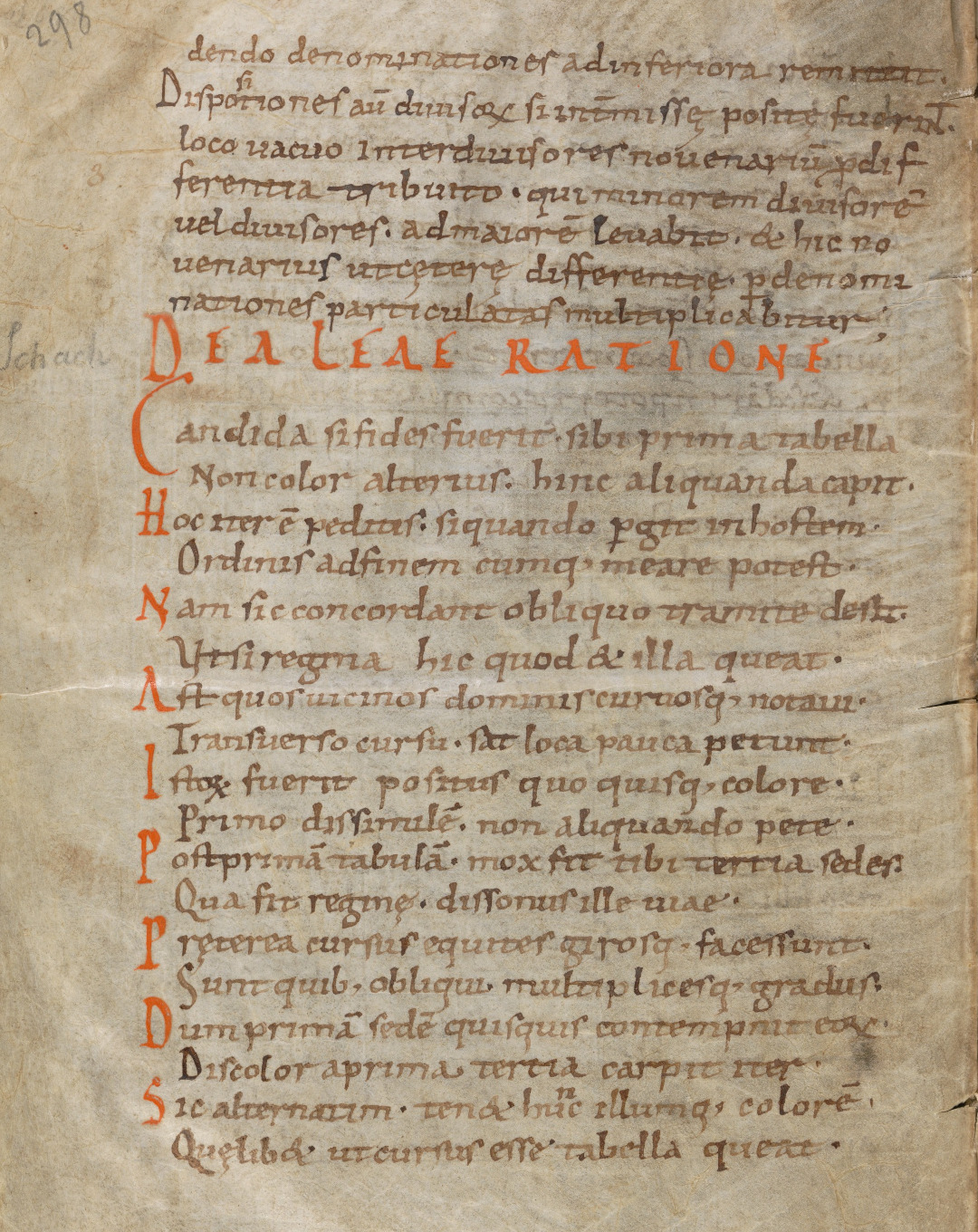
Primeira página do fragmentum de ludo scachorum. O códice contém registros do final do século X até meados do século XI. Os versos sobre xadrez são datados por Gamer (1954) como sendo de pouco antes ou pouco depois do ano 1000 d.C. (associado à mão de registros analíticos da década de 990 e datado como não posterior ao primeiro quarto do século XI).

Versus de Scachis (c. 997) (Versos sobre o xadrez) é um poema medieval sobre o jogo de xadrez escrito em latim que foi encontrado em dois manuscritos na cidade suíça de Einsiedeln. O poema é a primeira descrição européia do jogo e contém a primeira referência histórica da Dama, com movimento idêntico ao fers, e da utilização do tabuleiro com o padrão quadriculado empregado atualmente.